# Bridgestone Arena
Bridgestone Arena (dříve známá pod názvy Sommet Center, Gaylord Entertainment Center a Nashville Arena) je multifunkční aréna v Nashvillu, hlavním městě amerického státu Tennessee. Stadion byl otevřen v roce 1996. Své současné jméno nese od roku 2010, kdy klub Nashville Predators podepsal smlouvu s výrobcem pneumatik Bridgestone.
V letech 2007 a 2011 prošel stadion několika renovacemi, které zahrnovaly rekonstrukci a modernizaci veřejných prostranství stadionu a příslušné infrastruktury, instalaci nového ukazatele skóre (výměna analogového za elektronický) a modernizace místnosti pro média.
Uskutečňuje se zde množství koncertů známých umělců zejména ve stylu country, protože domovské město Nashville je považováno za pomyslné hlavní město country hudby v USA.
V aréně se v roce 1997 uskutečnilo mistrovství USA v krasobruslení a v roce 2004 mistrovství USA v gymnastice. Konají se zde také wrestlingové akce a každoročně zde probíhá udělování celonárodních ocenění v oblasti country music – Country Music Association Awards. V roce 2003 se zde konal Vstupní draft NHL.